# فريدريك بيريل
فريدريك بيريل (بالإنجليزية: Frederick William Birrell)‏ هو نقابي وصحفي وطابع حروف ‏ وسياسي أسترالي وبريطاني (وحمل سابقاً جنسية المملكة المتحدة لبريطانيا العظمى وأيرلندا)، ولد في 27 أغسطس 1869 في أستراليا، وتوفي بنفس المكان في 20 يناير 1939 بسبب الأمراض الدماغية الوعائية. حزبياً، نشط في حزب العمال الأسترالي (فرع جنوب أستراليا) ‏ وParliamentary Labor Party ‏. وقد انتخب Speaker of the South Australian House of Assembly ‏ (31 أغسطس 1926 – 16 مايو 1927) وانتخب عضو مجلس النواب جنوب أستراليا من الجمعية عن دائرة Electoral district of North Adelaide ‏ وقد انضم خلال فترته النيابية (9 أبريل 1921 – 8 أبريل 1933) للكتلة البرلمانية حزب العمال الأسترالي (فرع جنوب أستراليا) ‏.